# Johanna Schaller
Pour les articles homonymes, voir Schaller.
Johanna Schaller, puis mariée Klier, née le 13 septembre 1952 à Artern, est une athlète est-allemande, pratiquant le sprint et spécialiste du 100 m haies.
Aux Jeux olympiques d'été de 1976 à Montréal, elle a remporté la médaille d'or du 100 m haies battant les soviétiques Tatiana Anisimova et Natalya Lebedeva. Quatre ans plus tard, à Moscou pour les Jeux olympiques d'été de 1980, elle remporta encore sous le nom de Johanna Klier une médaille d'argent derrière une autre Soviétique, Vera Komisova.

## Palmarès

### Jeux olympiques d'été
- Jeux olympiques d'été de 1976 à Montréal ( Canada)
  -  Médaille d'or sur 100 m haies
- Jeux olympiques d'été de 1980 à Moscou ( Union soviétique)
  -  Médaille d'argent sur 100 m haies

### Championnats d'Europe d'athlétisme
- Championnats d'Europe d'athlétisme de 1978 à Prague ( Tchécoslovaquie)
  -  Médaille d'or sur 100 m haies
  -  Médaille de bronze en relais 4 × 100 m

### Championnats d'Europe d'athlétisme en salle
- Championnats d'Europe d'athlétisme en salle de 1978 à Milan ( Italie)
  -  Médaille d'or sur 60 m haies